# Asamoah Gyan
Asamoah Gyan (* 22. November 1985 in Accra) ist ein ehemaliger ghanaischer Fußballspieler. Gyan ist Rekordspieler sowie Rekordtorschütze von Ghana. Des Weiteren war er einer der bekanntesten Spieler seines Landes.

## Leben
Asamoah Gyan ist seit 2007 verheiratet und hat mit seiner Ehefrau zwei Töchter. Sein Bruder Baffour Gyan ist ebenfalls Fußballprofi und spielt bei Al-Nasr SCSC in Libyen.
Asamoah Gyan tritt unter dem Künstlernamen Baby Jet auch als Sänger in Erscheinung. Im Sommer 2010 erreichte er zusammen mit dem in Afrika bekannten Rapper Castro (Theophilus Tagoe) mit dem Lied „African Girls“ Platz 1 der ghanaischen Musik-Charts.
Im Juli 2014 verschwanden Castro und dessen Freundin Janet Bandu während eines Wochenendausflugs bei einer Jet-Ski-Tour an der Küste vor Ada auf dem Fluss Volta. Die Polizei nahm Ermittlungen zu dem Vorfall auf. Es kamen Gerüchte auf, die Asamoah Gyan, der mit einer Anzahl anderer Personen ebenfalls an dem fraglichen Wochenendausflug, aber nicht an der Jet-Ski-Tour, teilgenommen hatte, Schuld am Verschwinden des Paares gaben. Bandu und Castro gelten seit dem Vorfall im Juli 2014 offiziell als vermisst; nur der Jet-Ski konnte bislang geborgen werden. Es wird davon ausgegangen, dass das Paar ertrunken ist.
Im November 2017 kündigte Gyan die Gründung einer Fluggesellschaft in seiner Heimat an.

## Karriere

### Im Verein
Asamoah Gyan begann seine Karriere bei Liberty Professionals, zur Saison 2003/04 wechselte er zu Udinese Calcio in die italienische Serie A. Für die folgenden zwei Spielzeiten wurde der Ghanaer an den Zweitligisten FC Modena ausgeliehen, ehe er 2006/07 wieder zu Udinese zurückkehrte. Zur Saison 2008/09 wechselte er zum französischen Club Stade Rennes. Zum Ende der Wechselperiode der Saison 2010/11 verpflichtete ihn der AFC Sunderland für die Premier League.
Im September 2011 wurde er an den al Ain Club ausgeliehen und im Juli 2012 schließlich fest verpflichtet. Gyan wechselte 2015 zum chinesischen Klub Shanghai SIPG wurde aber nach zwei Jahren aufgrund einer Änderung in der Ausländerregelung der Chinese Super League aussortiert.
Asamoah Gyan wechselte im Juni 2017 ablösefrei zum türkischen Klub Kayserispor. Nach einer Station in Indien bei NorthEast United FC kehrte Gyan 2020 in seine Heimat zurück, wo er einen Vertrag bei Legon Cities unterschrieb.

### In der Nationalmannschaft

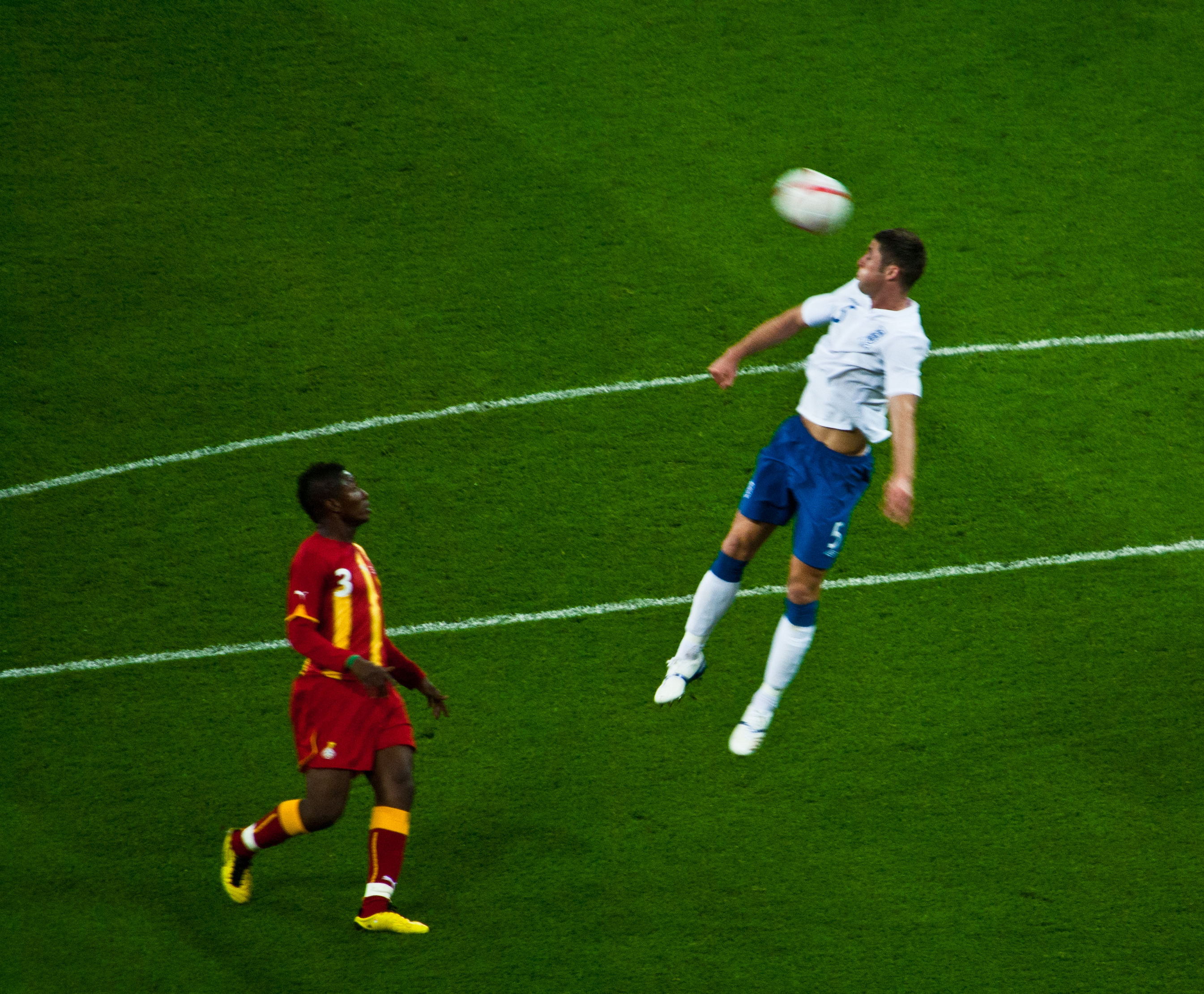
Asamoah Gyan im Trikot der Nationalmannschaft bei einem Freundschaftsspiel gegen England mit Gary Cahill (2011)

Sein erstes Länderspiel für die ghanaische Fußballnationalmannschaft bestritt Asamoah Gyan am 19. November 2003 gegen die Nationalmannschaft von Somalia. Bei den Olympischen Spielen 2004 gehörte er zum Kader Ghanas. Die Mannschaft schied bereits in der Vorrunde aus. Gyan vertrat Ghana auch bei der Fußball-Weltmeisterschaft 2006 in Deutschland, bei der er im zweiten Vorrundenspiel gegen Tschechien nach 75 Sekunden das erste Tor für sein Land bei einer Weltmeisterschaft schoss.
Bei der Weltmeisterschaft 2010 in Südafrika erzielte er im Vorrundenspiel gegen Serbien in der 84. Minute per Handelfmeter den 1:0-Siegtreffer und sorgte damit für den ersten Sieg einer afrikanischen Mannschaft bei diesem Turnier. Auch gegen Australien gelang Gyan der Ausgleich durch einen Handelfmeter. Damit ist Ghana die erste Mannschaft, die nur durch Elfmetertore die K.-o.-Runde einer WM erreichte. In der Achtelfinalbegegnung gegen die USA erzielte Gyan in der dritten Minute der Verlängerung das entscheidende 2:1 für Ghana. Im Viertelfinale gegen Uruguay schoss er in der Nachspielzeit der Verlängerung beim Stand von 1:1 einen Handelfmeter an die Latte. Beim anschließenden Elfmeterschießen verwandelte Gyan zwar, Ghana verlor dieses jedoch mit 2:4 und schied aus. Sie wären das erste afrikanische Team in einem WM-Halbfinale gewesen.
Durch seine zwei Tore beim 3:1-Sieg im Sudan in der WM-Qualifikation 2014 baute Gyan seine Torausbeute im Nationalteam auf 34 Treffer aus. Damit wurde er neuer Rekord-Torschütze der Ghanaer. Er löste Abédi Pelé ab, dessen Rekord (33 Tore) 15 Jahre lang Bestand hatte. Am 13. Mai 2014 wurde er erwartungsgemäß in den Kader der ghanaischen Fußballnationalmannschaft für die Weltmeisterschaft 2014 berufen.
Mit insgesamt sechs erzielten Toren ist Gyan vor Roger Milla (fünf Treffer) erfolgreichster afrikanischer Torschütze bei Fußball-Weltmeisterschaften.
Recht erfolgreich nahm Gyan bisher auch an Fußball-Afrikameisterschaften teil: 2008 wurde er mit Ghana Dritter, 2010 und 2015 mussten er und seine Mannschaft sich erst im Finale geschlagen geben. Dazu kommen drei vierte Plätze bei den Afrikameisterschaften 2012, 2013 und 2017.
Am 13. November 2015 löste er mit seinem 94. Länderspiel Richard Kingson als ghanaischen Rekordnationalspieler ab.

## Auszeichnungen
Bei der Afrikameisterschaft 2010 wurde Gyan in die beste Elf des Turniers gewählt. Bei der Weltmeisterschaft 2010 wurde Gyan zweimal zum Man of the Match ernannt (gegen Serbien und gegen Australien) und für die Wahl zum wertvollsten Spieler der Weltmeisterschaft nominiert.
Er wurde außerdem als einer von 23 Spielern für den FIFA Ballon d’Or 2010 nominiert und belegte bei der Wahl zu Afrikas Fußballer des Jahres hinter Samuel Eto’o und vor Didier Drogba den zweiten Platz. Im Juli 2010 wurde Gyan, wie auch 2013, zu Ghanas Fußballer des Jahres gekürt und im Dezember 2010 wurde er mit dem Titel BBC African Footballer of the Year bedacht. Mit zwölf Treffern wurde er Torschützenkönig der AFC Champions League 2014. Zudem wurde er 2015 zu Asiens Ausländischer Fußballer des Jahres gewählt.

## Titel und Erfolge
Als Nationalspieler
- 2. Platz bei der Fußball-Afrikameisterschaft 2010 und Fußball-Afrikameisterschaft 2015
- 1. Platz bei der Fußball-Westafrikameisterschaft 2013

Im Verein
- Französischer Pokal
  - Finalist 2009 mit Stade Rennes
- UAE Arabian Gulf League: 2012, 2013, 2015 mit al Ain Club
- UAE President’s Cup: 2014 mit al Ain Club
- UAE Arabian Gulf Super Cup: 2012 mit al Ain Club
- Chinese Super League
  - 2. Platz 2015 mit Shanghai SIPG

Auszeichnungen
- Ghanas Fußballer des Jahres: 2010, 2013
- Afrikas Fußballer des Jahres
  - 2. Platz 2010
- BBC African Footballer of the Year: 2010
- Asiens Ausländischer Fußballer des Jahres: 2014
- Torschützenkönig der UAE Arabian Gulf League: 2012, 2013, 2014
- Torschützenkönig der AFC Champions League: 2014